# Arboretum de Matton-Clémency
El Arboreto de Matton-Clémency ( en francés: Arboretum de Matton-Clémency) es un arboreto de 1 hectárea de extensión, creado por un grupo de entusiastas en Matton-et-Clémency, Francia.

## Localización
La comuna se compone de Matton, localidad que abarca la parte inferior de un pequeño valle drenado por un arroyo con truchas y la aldea de Clémency. El área municipal tiene 1.829 hectáreas, gran parte de bosque que separa el pueblo de la frontera belga.
Arboretum de Matton-Clémency, Matton-et-Clémency, Département de Ardennes, Champagne-Ardenne, France-Francia.
Planos y vistas satelitales, 49°40′0.12″N 5°12′0″E / 49.6667000, 5.20000
Es visitable todo el año sin cargo.

## Historia
Esta es una población que vive de las tareas agrícolas y tiene un núcleo residencial que buscan atraer turistas belgas y holandeses. 
A mediados de la década de 1990, se llevó a cabo la creación de un arboreto sobre un antiguo solar vacío.
Actualmente es un espacio natural cuidado bordeando el oscuro bosque de las Ardenas. 

## Colecciones
Una pérgola permite el acceso libre a los visitantes a las plantaciones con 150 especies diferentes.
Una noria de una tonelada alimenta un estanque, 
Un quiosco completa las instalaciones.